# Tela encerada

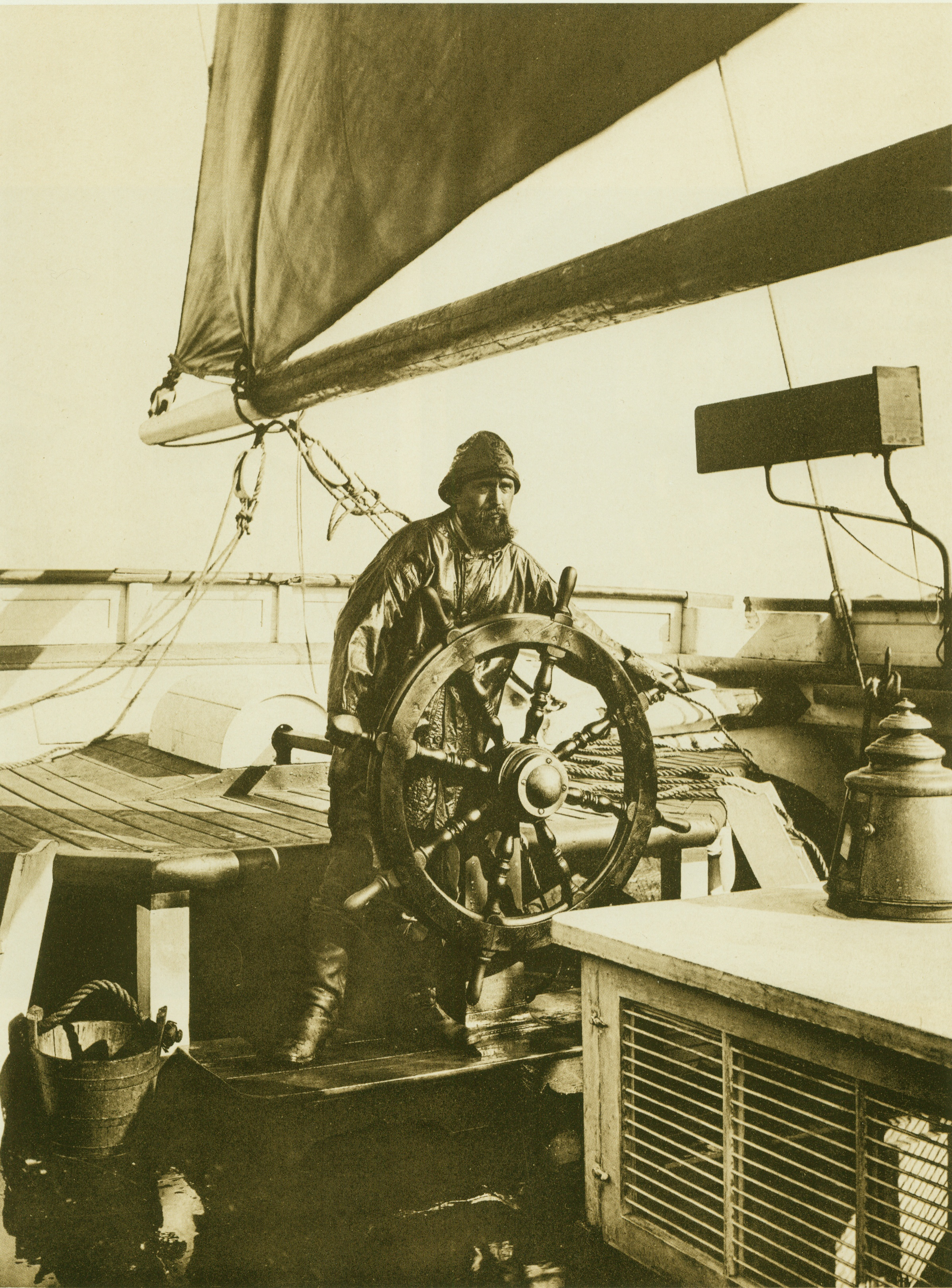
Mariner amb un vestit de tela encerada, ~1893

La tela encerada és un teixit impermeable i resistent al vent que s'obté impregnant un llenç sòlid amb diferents mescles que poden utilitzar entre altres oli de llinosa o cera d'abella.
S'utilitza principalment per a confeccionar abrigalls per als pescadors o roba de protecció utilitzada durant les activitats d'exposició a la pluja durant llargues hores, com ara l'alpinisme o l'equitació.